# Theater der griechischen Antike

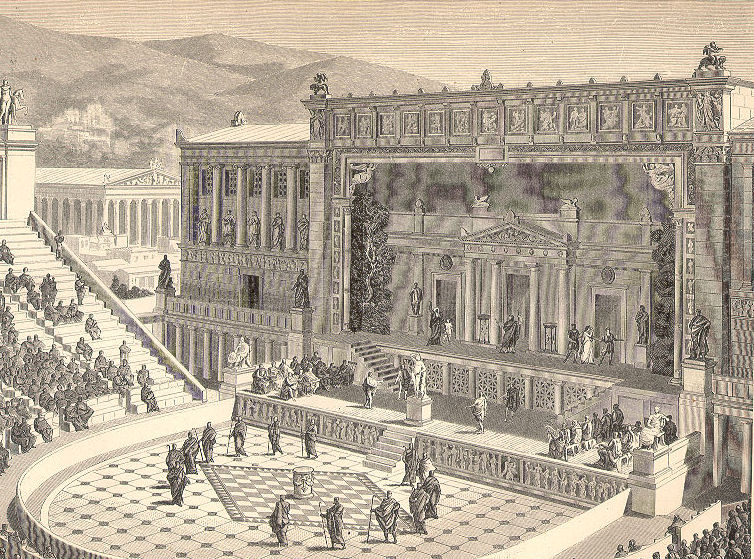
Das Dionysostheater in Athen nach Umbauten in römischer Zeit, wie es sich ein Zeichner 1891 vorstellte.

Das Theater der griechischen Antike prägte für nahezu tausend Jahre die Kulturgeschichte Griechenlands und gilt als Ursprung der abendländischen Theaterkultur. Es entstand aus einfachen Chorliedern und Maskentänzen, die mit der Zeit um immer komplexere Handlungselemente ergänzt wurden. Die ersten bezeugten Theateraufführungen sind noch stark mit dem Dionysoskult verbunden, von dem sich das griechische Drama später löste. Seine Blütezeit erlebte das Theater der griechischen Antike im 5. Jahrhundert v. Chr. mit der Tragödie des Aischylos, Sophokles und Euripides sowie der Komödie des Kratinos und des Aristophanes. Insbesondere die Poetik des Aristoteles trug viel dazu bei, dass dieser Zeitraum als klassisch angesehen wird. Bereits zu dieser Zeit gewann das Theater an politischer Bedeutung und der kultische Zweck trat zugunsten der attischen Demokratie in den Hintergrund. Aufgrund sinkender Zuschauerzahlen führte der athenische Staat im 4. Jahrhundert v. Chr. eine Ersatzzahlung für den Verdienstausfall während des Besuchs der Aufführungen ein, das θεωρικόν (theorikon).

## Geschichte

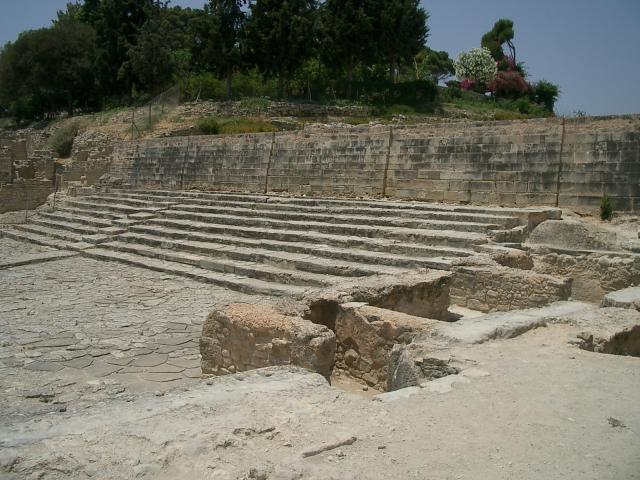
Mutmaßliches Theater im Palast von Phaistos (Kreta)

Häufig wird darauf verwiesen, dass das Theater schon deutlich vor den ersten archäologischen Funden in Griechenland existiert haben könne, etwa in der Bronzezeit. Die Altertumsforscher Luigi Pernier und Carlo Anti vertraten beispielsweise die These, die Schautreppen der Palastanlagen von Kreta seien bereits eine Vorform antiker Theaterbauten und als Sitzreihen für Zuschauer genutzt worden. Hans Peter Isler schrieb 2017, die Funktion dieser niedrigen Treppen (auf denen das Sitzen ohnehin nicht gut möglich gewesen wäre) sei noch immer unklar.
Isler datiert die Anfänge des griechischen Theaters auf die späteren Jahrzehnte des 6. Jahrhunderts v. Chr. und stützt sich dabei auf die Publikationen von Gustav Adolf Seeck, Bruno Gentili und Horst-Dieter Blume. Bernd Seidensticker hingegen vermeidet Zeitangaben und konzentriert sich stattdessen auf die kulturellen Entstehungsbedingungen des Theaters.
Unter Peisistratos (546/545 bis 528/527 v. Chr. Tyrann von Athen) entwickelten sich die Großen bzw. Städtischen Dionysien zu einem staatlich wie religiös wichtigen Fest, das neben einer großen Opferprozession und verschiedenen Staatsakten auch einen Dichterwettstreit (Agon) vorsah. Nach einem Wettstreit im Dithyrambos, dem üblicherweise ein Tag gewidmet war, folgte der Tragödienwettbewerb zwischen drei Dichtern. Dieser dauerte drei Tage, wobei jedem Dichter ein Tag zur Aufführung seiner Tetralogie zugeteilt wurde. Mit Ausnahme von Euripides’ Alkestis bildete immer ein Satyrspiel den Abschluss einer Tetralogie.
Die Blütezeit des antiken griechischen Theaters endete mit dem Niedergang der klassischen Polis Athen und der Gründung der hellenistischen Königreiche.

## Architektur

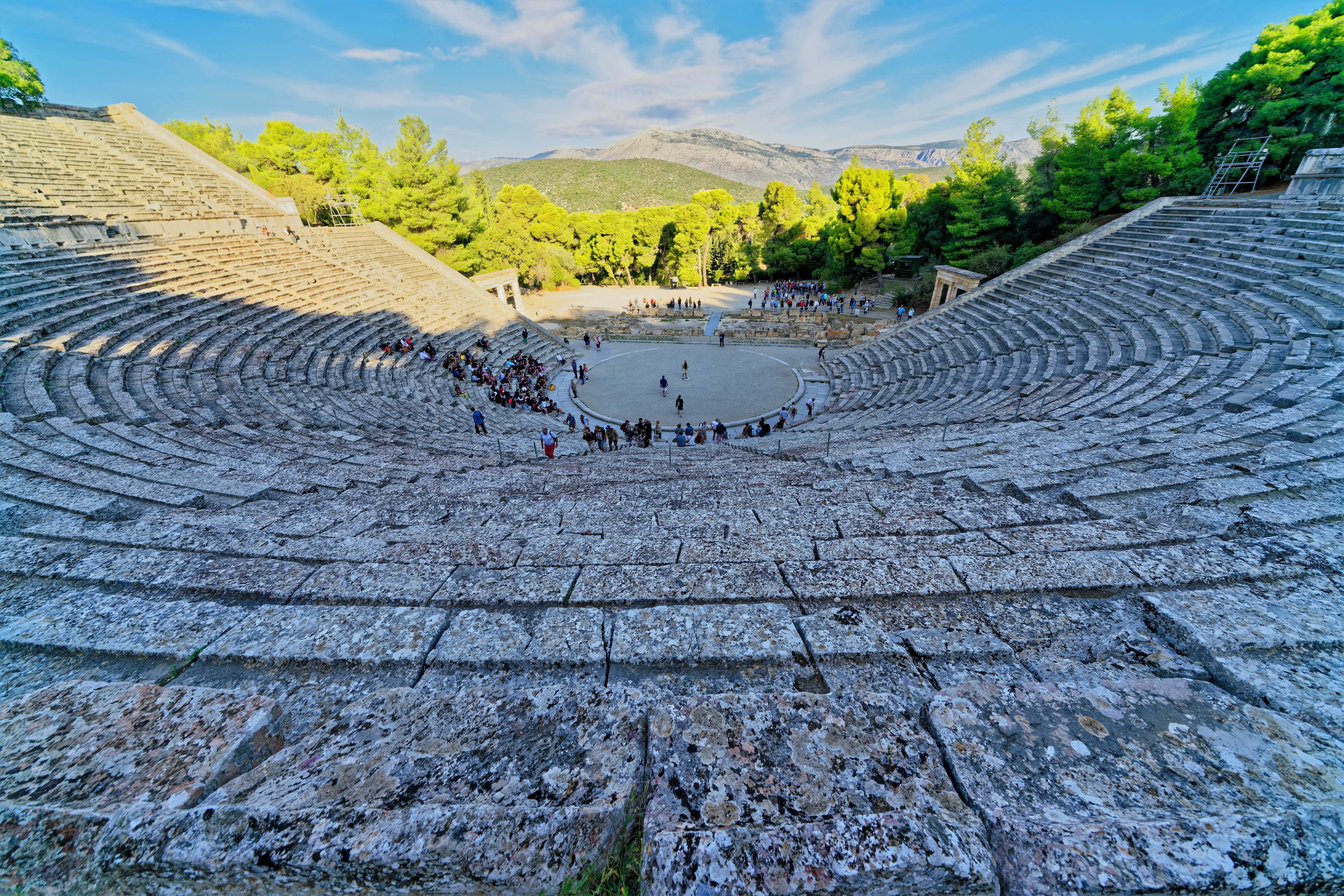
Theater von Epidauros

Bei den griechischen Theatern handelte es sich um Freilufttheater, die in einen Hang hinein gebaut wurden, meist in Nord-Süd-Ausrichtung.

Als charakteristische Bestandteile des Theaters im 6. Jahrhundert gelten neben der Orchestra, dem eigentlichen Spiel- bzw. Tanzplatz, eine Art Zuschauerraum (Theatron) und die Skené (mit Zelt oder Bude übersetzbar), in der sich die Schauspieler ver- bzw. umkleiden konnten. Die von Arthur Wallace Pickard-Cambridge in seiner 1953 erstmals erschienenen Monographie The dramatic festivals of Athens beschriebenen Text- und Bildzeugnisse zeigen, dass sich die Zuschauer im 6. Jahrhundert v. Chr. entweder auf Abhänge oder hölzerne Tribünen setzten.

Dionysostheater, Plan von Ernst Ziller, 1877

Auch zum Theater des fünften Jahrhunderts v. Chr., das oft das klassische Zeitalter genannt wird, gibt es kaum gesicherte Quellen. Bis heute ist nicht abschließend geklärt, ob die Orchestra und die Zuschauertribüne, das sogenannte Theatron, im athenischen Dionysostheater bereits im fünften Jahrhundert v. Chr. eine runde Form aufwiesen oder nicht. Zusätzlich stellt sich die Frage, ob es damals schon ein Bühnenhaus gab und ob dieses, wie die nebenstehende Skizze suggeriert, der Orchestra vorgelagert war.
Die Archäologen Wilhelm Dörpfeld und Emil Reisch bezeichnen die Orchestra in ihrer 1896 erschienenen Monographie Das griechische Theater als einen „runde[n] Tanzplatz“, ohne jedoch für diese Annahme Belege zu liefern. Bezugnehmend auf „briefliche Mittheilungen“ Dörpfelds spricht auch Ulrich von Wilamowitz-Moellendorf von einem „kreisrunde[n] gemauerte[n] Tanzplatz“.

Hans Peter Isler nennt diese Annahme „reichlich kühn“, da die zwei erhaltenen Reste des Zyklopenmauerwerks, das im 5. Jahrhundert v. Chr. an der Stelle des Dionysostheaters gestanden war, nur gering gekrümmt sind. Dies belegen auch neuere Erkenntnisse, die zeigen, dass die erhaltenen griechischen Theater des fünften Jahrhunderts v. Chr. alle eine rechteckige Form aufweisen oder zumindest so an die Gegebenheiten des Baulandes angepasst wurden, dass nicht von einer kreisförmigen Orchestra gesprochen werden kann. Als Untersuchungsgegenstand eignet sich vor allem das steinerne Theater von Thorikos, dessen rechteckige Form bis ins 4. Jahrhundert v. Chr. nachweislich keine architektonische Veränderung erlebte. Dies ist laut dem Altertumsforscher Raimund Merker ein Zeichen dafür, dass auch alle erhaltenen Dramen aus diesem Zeitraum für eine rechteckige Orchestra konzipiert wurden.

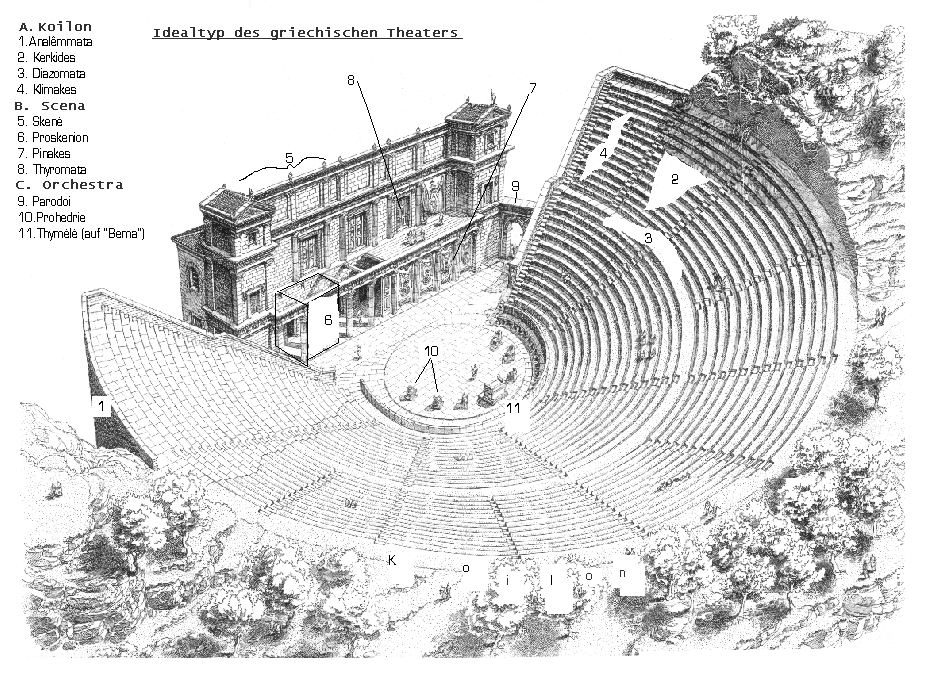
Idealtypus des antiken griechischen Theaters

Als weitgehend gesichert gelten auch für das fünfte Jahrhundert v. Chr. folgende Bauelemente:
- Theatron (zunächst aus Holz, später aus Stein),
- Skené (hölzernes Bühnenhaus, daher auch „Szene“),
- Orchestra, die Spielfläche für Chor und Schauspieler,
- Parodoi, die zwei seitlichen Zugänge zur Orchestra,
- Ekkyklema, eine Art Rollbühne, die aus der Skené gerollt werden konnte, um hinter der Bühne geschehene Ereignisse in einem Tableau zu vergegenwärtigen,[10]
- Mechane, ein Kran, mit dem etwa ein deus ex machina auf die Bühne herabschweben und in das tragische Geschehen eingreifen konnte.[10]

## Aufführungspraxis
Die Quellenlage zu den Aufführungen selbst ist dürftig. Als Ursprung der griechischen Tragödie gelten die Dithyramben, feierliche Chorlieder zu Ehren des Dionysos, als deren Meister Arion von Lesbos gilt. Der erste Tragödiendichter war Thespis, an ihn erinnert noch heute die Bezeichnung des Theaters als Thespiskarren, er stellte dem Chor einen einzelnen solistischen Schauspieler, den Protagonisten, in der Maske des Dionysos gegenüber. Aischylos führte den zweiten Schauspieler, den Deuteragonisten, ein und Sophokles schließlich den dritten, den Tritagonisten.
Die Zahl der Schauspieler blieb auch weiterhin auf drei begrenzt. Sollten mehr Personen auftreten, so niemals mehr als drei zugleich, und mindestens ein Darsteller musste die Maske wechseln.
Der Chor bestand aus 12 oder 15 Choreuten (maskierte Chorsänger oder -tänzer), zog nach dem Prolog durch die Parodoi in das Theater ein und blieb in der Regel während der ganzen Aufführung in der Orchestra.
Als Darsteller und Choreuten durften nur Männer auftreten. Es wurde mit Masken gespielt.
Die Bewegungsabläufe der Choreuten und Schauspieler, die Sprechweise bzw. der Gesang und die Musik sind kaum überliefert. In der Forschung herrscht ein großer Streit darüber, inwiefern von den erhaltenen Dramentexten Rückschlüsse auf die Bühnenpraxis vorgenommen werden können. Trotz eines großen Forschungsinteresses ist im Grunde noch sehr wenig über das antike griechische Theater bekannt.

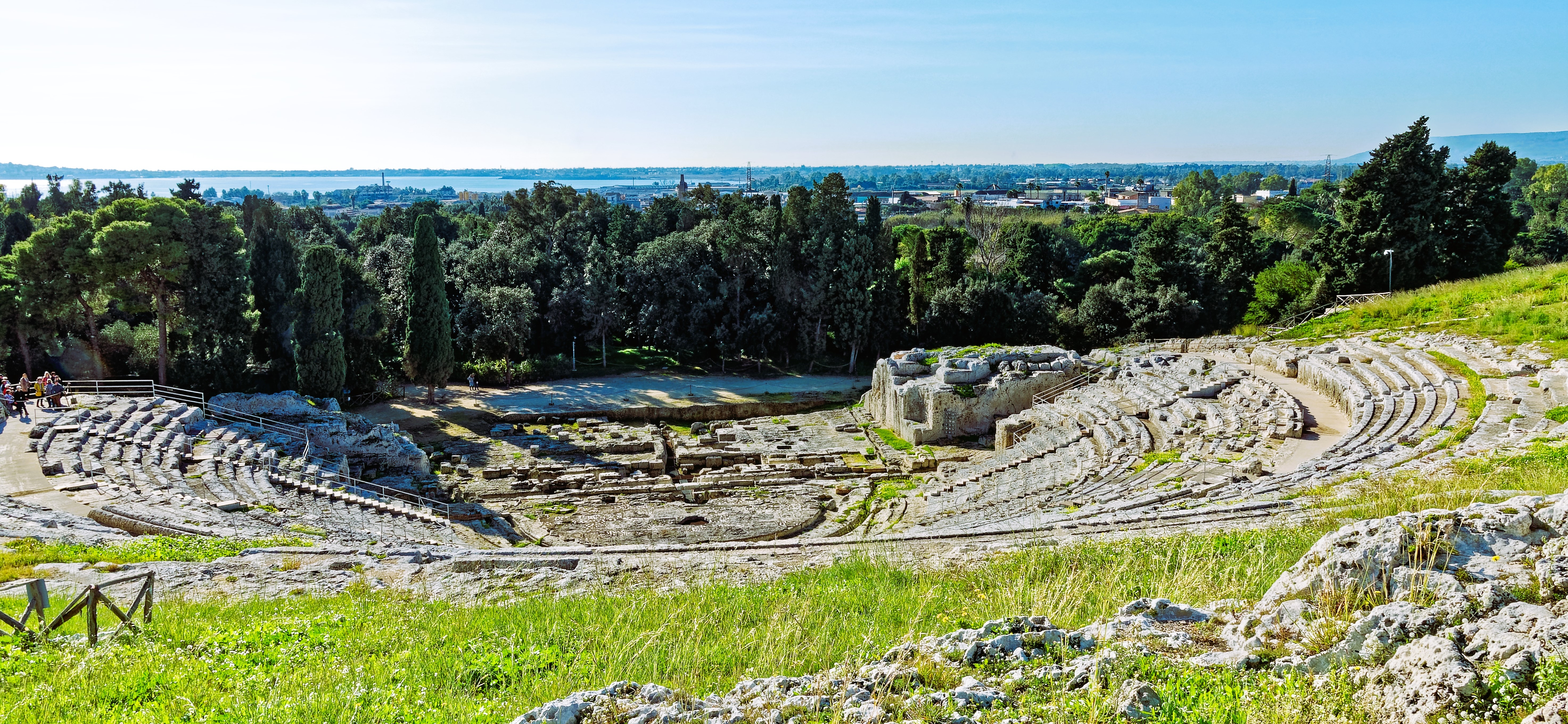
Das griechische Theater in Syrakus mit Blick nach Süden über den großen Hafen

## Prinzipieller Handlungsverlauf einer Tragödie
- Prolog/Exposition
- Einzugslied/Parodos (gesungen durch einen Chor)
- 1. Epeisodion/steigende Handlung
- 1. Standlied/Stasimon (gesungen durch einen Chor)
- 2. Epeisodion/Höhepunkt
- 2. Standlied (gesungen durch einen Chor)
- 3. Epeisodion/Peripetie
- 3. Standlied (gesungen durch einen Chor)
- 4. Epeisodion/fallende Handlung
- 4. Standlied (gesungen durch einen Chor)
- 5. Epeisodion
- 5. Standlied (gesungen durch einen Chor)
- 6. Exodos/Katastrophe
- 6. Schlusswort (gesungen durch einen Chor)

## Gesellschaftliche Funktion

### Eintrittsbeschränkungen und Sitzordnung
Das Theater der griechischen Antike war auf große Massen an Zuschauern ausgerichtet, wie beispielsweise am Dionysostheater von Athen zu sehen ist. Bei voller Auslastung fanden dort etwa 17.000 Menschen Platz. Eine feste Sitzordnung entstand jedoch nach der Phylenreform des Kleisthenes. Priester, Amtsträger und verdienstvolle Einwohner erhielten Ehrenplätze (Prohedrien), mit denen sich der deutsche Archäologe Michael Maaß im Rahmen seiner Dissertation ausführlich auseinandersetzte. Männliche Bürger saßen nach Phylen geordnet in den Reihen nahe der Bühne, während die hinteren Plätze den Frauen, Kindern, Nichtbürgern und Sklaven vorbehalten waren.
Der Eintritt war bis ins späte 5. Jahrhundert frei, da zunächst der kultische Charakter der Dionysosfeste im Vordergrund stand. Mit großer Wahrscheinlichkeit stand das Theater seit seiner Entstehung auch Metöken, Sklaven und Frauen offen. Als gegen Ende des 5. Jahrhunderts v. Chr. mit der Einhebung von Eintrittsgeldern begonnen wurde, erhielten ärmere Bürger ein sogenanntes „Theatergeld“ (Theorikon), das ihnen die Teilnahme an den Festen ermöglichen sollte.

### Beteiligung an den Aufführungen
Ursprünglich hatte der Autor eines Theaterstücks auch die alleinige Verantwortung für dessen Aufführung. Er kümmerte sich um die Regie, komponierte die Musik, arrangierte die Tänze und trat meist auch selbst als Schauspieler in Erscheinung. Zusätzlich stand jedem Dichter ein sogenannter Choregos zur Verfügung, der den Chor zusammenstellte und betreute. Dazu gehörte neben der Bezahlung auch die Verpflegung der Chormitglieder, die zumeist aus Freiwilligen bestanden und während der Probephasen nicht ihrer üblichen Beschäftigung nachgehen konnten. Insgesamt wird die Anzahl der Choreuten bei den Großen Dionysien auf über 1.000 Menschen geschätzt, was die Bedeutung des Theaters als gesellschaftliches Phänomen unterstreicht. Es ist anzunehmen, dass der Großteil des Publikums in irgendeiner Form bei den Vorbereitungen mitwirkte oder im Laufe des Agons selbst auftrat. Die Choregie war eine wichtige Leiturgie und konnte bei Mangel an Freiwilligen auch als Bürgerpflicht vom Archonten auferlegt werden. In der Regel fanden sich jedoch genug Freiwillige, da der Choregos üblicherweise mehr Ruhm genoss als der siegreiche Dichter selbst.
Gegen Ende des 5. Jahrhunderts v. Chr. lässt sich jedoch eine wachsende Tendenz zur Professionalisierung beobachten, die die Funktion des Autors immer mehr auf seine Schreibtätigkeit reduzierte. Sophokles hörte auf, in seinen eigenen Stücken mitzuspielen, und Aristophanes gab immer häufiger die Regie an andere ab. Die Choregie hingegen wurde erst durch Demetrios von Phaleron abgeschafft, der stattdessen eine zentrale Organisationsstelle schuf, an deren Spitze er einen Wettkampfleiter (Agonothetes) stellte.

## Dichter und Werke (Auswahl)

### Tragödien
- Aischylos (um 525 bis 456 v. Chr.):
  - Die Perser, Der gefesselte Prometheus, Die Orestie (Trilogie: Agamemnon, Die Totenspende und Die Eumeniden)
- Sophokles (496 bis 406 v. Chr.):
  - Aias, Antigone, König Ödipus, Elektra
- Euripides (480 bis 406 v. Chr.):
  - Alkestis, Medea, Die Troerinnen, Die Bakchen, Iphigenie bei den Taurern, Iphigenie in Aulis

### Komödien
- Aristophanes (um 445 bis um 385 v. Chr.):
  - Die Wolken, Die Vögel, Lysistrate, Die Frösche, Der Frieden
- Menander (342/341 bis 291/290 v. Chr.):
  - Dyskolos (Der Schwierige/Der Griesgram), Epitrepontes (Das Schiedsgericht)